# La Gaceta del Sur
La Gaceta del Sur fue un diario español editado en la ciudad de Granada entre 1908 y 1931.

## Historia
De ideología católica e integrista, el periódico fue fundado en 1908. Durante el primer tercio del siglo XX llegó a ser uno de los principales diarios publicados en Granada. Sin embargo, en comparación con otras publicaciones, La Gaceta del Sur tenía un índice de ventas muy bajo. En su mejor momento, durante la década de 1920, apenas si logró superar la tirada de 5.000 ejemplares diarios. Tuvo una corta etapa (1918-1919) en la que, estando bajo la influencia del sacerdote Luis López-Dóriga, el diario tuvo una línea editorial de corte católico-progresista.
Durante los disturbios anticlericales de mayo de 1931 la redacción del periódico fue pasto de las llamas. Tras esto, el diario dejó de editarse. La jerarquía católica intentó volver a ponerlo en circulación, pero el intento fracasó y se decidió poner en marcha un nueva publicación: el Ideal.